# Occidenchthonius cardosoi
Espèce
Synonymes
- Chthonius cardosoi Zaragoza, 2012

Occidenchthonius cardosoi est une espèce de pseudoscorpions de la famille des Chthoniidae.

## Distribution
Cette espèce est endémique du Portugal. Elle se rencontre dans la grotte Gruta do Fumo à Sesimbra, dans la grotte Algar do Javali à Cadaval et dans la grotte Gruta dos Bolhos à Peniche.

## Description
La femelle holotype mesure 1,50 mm et la femelle paratype 1,44 mm.
Le mâle décrit par Zaragoza et Reboleira en 2018 mesure 1,00 mm et les femelles de 1,16 à 1,36 mm.

## Étymologie
Cette espèce est nommée en l'honneur de Pedro Cardoso.

## Publication originale
- Zaragoza, 2012 : Chthonius (Ephippiochthonius) cardosoi, a new hypogean species from Portugal (Pseudoscorpiones: Chthoniidae). Revista Iberica de Aracnologia, vol. 20, p. 25-30 (texte intégral).